# Plastična zatega
Plastične zatege za vklepanje in vezanje (ali samo plastične zatege ali vezice ali policijske/vojaške plastične zatege) so sredstvo za vklepanje in vezanje. Uporablja se jih na enak način kot lisice za vklepanje, ampak so veliko cenejše in lažje za prenašanje kot kovinske lisice. Plastične zatege ni možno ponovno uporabiti. Sredstvo je prvič bilo uporabljeno leta 1965.